# おちよしひこ
おち よしひこ（本名：越智 善彦〈読み同じ〉、1961年9月26日 - ）は、日本の漫画家。東京都出身。多摩芸術学園（多摩美術大学付属）卒。男性。電撃ホビーマガジンでライターとして活動している越智信善は実兄である。
1996年より、本名名義による作品発表を開始。また、同年より成年コミックにおいて、あじす・あべば名義による作品発表も行っている。（由来はエチオピアの首都であるアジスアベバ（アディスアベバ）から。）

## 概要
代表作は『月刊コロコロコミック』（小学館）に連載されたミニ四駆広報漫画『GO!GO!ミニ四ファイター』など。また小学館発行雑誌誌上におけるスーパー戦隊シリーズを始めとする特撮・アニメ作品のコミカライズ作品も数多く執筆している。
当時既にプロモデラーとして活動中だった兄・越智信善の伝手で、小学館から依頼を受け在学中にデビュー。デビューは1983年に『月刊コロコロコミック』に収録された『超時空要塞マクロス 愛・おぼえていますか』コミカライズ版。一方で本格的にシリーズ化されたという意味で1984年発表の読切『ゾイド創世記』をデビューとする説もある。デビュー以前においても小学館のコロタン文庫シリーズに数度カットを寄せており、それがデビューのきっかけとなっている。
掲載誌の廃刊・休刊を理由にしたものも含めて連載作品が打ち切りになることが多く、打ち切りに際して欄外の作者コメント等に「また途中で終わってしまいました」という旨のコメントを残したこともある。
一時期、18歳未満購入禁止の「成年コミック」ジャンルに活動の場を移し、そちらでは「あじす・あべば」名義を用いていた。こちらでは作品『百喜夜行』（わらしと家主様シリーズの一部）がOVA化されている。名前の由来はアディスアベバから。
2018年に発刊した『マリーとエリ―のアトリエ ザールブルグの錬金術士 SecondSeason』の第8巻あとがきにて、網膜色素変性症を発症し、徐々に視力が低下していることが明かされている。
2024年に『風の惑星ゼファー』全4巻が電子書籍にて復刊を果たす。

## 作品リスト

### オリジナル作品
- マイティキャラット
- さいばぁふぉ〜す（雑誌休刊により打ち切り）
- イグドラシル（3巻まで刊行するも、雑誌休刊により打ち切り）
- 風の惑星ゼファー（『イグドラシル』の続編。雑誌休刊により打ち切り。また、登場人物のその後のエピソードと思われる読み切り作品が描かれている）
- ローリングキッズ
- ローリングキッズ2
- 左によって止まりなさい（バイク雑誌『バリバリマシン』で連載）
- Y-II（注：IIはローマ数字の2）
- 海の人（『月刊少年シリウス』2005年9月号 - 2006年3月号）
  - 最終話で「さいばぁふぉ〜す」に登場した自律型ロボット≪AZ-1≫らしき連中が登場した他、単行本書き下ろしのエピローグでは後述の「わらしシリーズ」と繋がっている。
- ドロイどん（『週刊アスキー』）

### コミカライズ作品

#### スーパー戦隊シリーズ
小学館『てれびくん』に連載
- 電撃戦隊チェンジマン1985年
- 超新星フラッシュマン1986年
- 光戦隊マスクマン1987年
- 超獣戦隊ライブマン1988年
- 10大戦隊まんが　1988年6月号
- 高速戦隊ターボレンジャー1989年
- 地球戦隊ファイブマン1990年

#### アニメ
- 超時空要塞マクロス 愛・おぼえていますか（『コロコロコミック』読切）
- 機動警察パトレイバー（原作:ヘッドギア、『別冊コロコロコミック』読切）
- 絶対無敵ライジンオー（『コロコロコミック』前後編読切）
- マクロス7外伝 バルキリーロック

#### ゲーム
- 半熟英雄
- マリーとエリーのアトリエ ザールブルグの錬金術士 - 『マリーのアトリエGB』と『エリーのアトリエGB』のコミカライズ作品で、作者の雑誌連載では比較的長期に渡る作品。連載終了後には後日談的な内容の漫画を同人誌で執筆しており、描き溜めたものはエンターブレイン・マジキューコミックスから「セカンドシーズン」として発刊されている。セカンドシーズン以降は作者の他作品のキャラもスター・システム的に登場している。
- ヴィオラートのアトリエ 〜グラムナートの錬金術士2〜 - ファミ通PS2にフルカラーページで連載。掲載誌側の都合によってストーリーがクライマックスに向かう直前で打ち切られたが、後に発売された単行本にはその後の続きが書き下ろしで収録され、無事に完結している。
- ミスティッククエスト
- ファイアーエムブレム 紋章の謎 - 高屋敷英夫によるノベライズの挿絵を担当した。
- アークザラッドII（注：IIはローマ数字の「2」）
- ダービースタリオン外伝ダビスタブリーダーズバトル

#### その他
- スーパービックリマン（食玩シール、原作:ロッテアド、『コロコロコミック』連載）
- ゾイド創世記（玩具）
- 仮面ライダーBLACK（『コロコロコミック』付録読切）
- ロードス島戦記 灰色の魔女（角川スニーカー文庫の小説、原作:水野良&グループSNE）

### 企画連動作品
- GO!GO!ミニ四ファイター（協力:田宮模型）
- 前ちゃんの熱中RCスクール（協力:田宮模型）
- 勝負!（辰巳出版「ラジコン改造テクニック」掲載）

### あじす・あべば名義作品
- 成年コミックの単行本化は読み切りも連載もシリーズも一冊にまとめて行われるため、各単行本毎に記す。また、単行本未収録作品もあり。
- シリーズ記述が無いものは読切作品ないしはその巻で完結している作品。

1. 百喜夜行 2000年2月発売、晋遊舎〈晋遊舎コミックス〉、ISBN 4-88380-147-0
  - 蒼と翠の流れの中／DNA-17（Mission1 - 3）／野獣
  - [河童・輝美シリーズ] いたァだきィ・ますっ
  - [わらしシリーズ] 宿無し／日記／家主様／狐／わらし
2. 夢我夢中 2001年1月発売、晋遊舎〈晋遊舎コミックス〉、ISBN 4-88380-192-6
  - 空気みたいな
  - [わらしシリーズ] 夢中／物の怪／獏／夢のアト
  - [あかなめ少年シリーズ] おみやげ／萌え滾る
  - [河童・輝美シリーズ] おいしい事うれしい事
3. 快既人蝕（かいきにっしょく） 2003年3月1日（2003年1月24日発売[2]）、晋遊舎〈晋遊舎コミックス〉、ISBN 4-88380-318-X
  - [わらしシリーズ] 化かしあい／おっはにゅう（第1話 - 第6話）
  - 妖人 ビニューン（第1話 - 第3話）
    - この話は終了後「わらしシリーズ」完結編「おっはにゅう」第1話に合流している

  - わらしシリーズキャラクター相関図／あとがき／ゲスト（弐駆緒）／イラスト（カバー裏）
4. おっはにゅう 2005年3月18日発売[3]、晋遊舎〈晋遊舎コミックス〉、ISBN 4-88380-456-9
  - [わらしシリーズ] おっはにゅう（第7話 - 第13話）まで
    - 最終話（第13話）は単行本描き下ろし。
5. 人の形 2007年1月1日初版発行（2006年11月24日発売[4]）、晋遊舎〈晋遊舎コミックス〉、ISBN 978-4-88380-588-4
  - [人の形シリーズ] ひとのかたち／みにまむ／妄想のススメ／かわ／ざっぶん!!／付喪神
  - [鈴の音シリーズ] 第1話 - 第4話
    - 「海の人」の美国、紅嬢、ネモの出会いを描いている。最終話（第4話）は単行本描き下ろし。

  - あとがき／イラスト（カバー裏）

## 漫画以外
- 時空戦記ムー（1991年9月13日、ハドソンから発売されたゲームボーイ用ソフト）キャラクターデザイン